# Hirasa plagiochorda
Hirasa plagiochorda là một loài bướm đêm trong họ Geometridae.